# ジョン・ウォード
ジョン・ウォード（John Ward, 1571年 - 1638年）は、イングランドの作曲家。ジョン・ダウランドの同時代人。

## 生涯
ウォードは１５９０年２月１５日にイギリスのカンタベリーの生まれ、St. Mary Bredmanで洗礼を受けた。カンタベリー大聖堂の聖歌隊員で恐らく王立学校の生徒だった　１６０４年−１６０７年。カンタベリーに１６０７年まで滞在、その後ロンドンに移り、音楽家としてサー・ヘンリー・ファンショウに仕えた （J.W.と同姓同名の銀行家は別人）。ロンドンのトーマス・クリーと結婚、少なくとも５人の子供を得た。エセックスのリーフォード・マグナに所有する家にて1636年に亡くなった。

## 作品
ジョン・ウォードは、マドリガル、ヴァイオル合奏曲、礼拝のための曲、アンセムを作曲した。ウォードのマドリガルは美しい歌詞、広い旋律線、独創性がきわだっている。
マドリガルには次のようなものがある。『行け、嘆きの詩よ（Go Wailing Accents）』、『Fly Not So Fast』。
合唱曲には次のようなものがある。『来たれ、暗黒の夜（Come, sable night）』、『Hope of my heart』、『My breast I'll set upon a silver stream』、『Out from the vale』、『Satyr once did run away』。